# Рощаковський Михайло Сергійович
Михайло Сергійович Рощаковський (24 вересня 1876, с. Олександрівка, Херсонська губернія — 1938, Карагандинський ІТЛ) — російський морський офіцер, герой російсько-японської війни, згодом дипломат.

## Біографія
Походив із давнього українського шляхетсько-дворянського роду Рощаковских.
- 1896 р. — Закінчив Морський кадетський корпус із присудженням премії Адмірала Нахімова в 250 р.
- 25 вересня 1896 р. — Зроблено в мічмани із зарахуванням до 1-го флотського екіпажу
- 12 лютого — 25 квітня 1897 р. — Вахтовий офіцер броненосця " Чесма "
- 16 травня 1897 р. — 16 січня 1898 р. — Виробник гідрографічних робіт на Балтійському морі.
  - 23 травня — 1 червня 1897 р. — На описовій баржі № 2.
  - 1 червня — 20 серпня 1897 р. — На шхуні «Зорка».
  - 20 серпня — 9 жовтня 1897 р. — На описовій баржі № 2.
- 24 січня 1898 р. — Вахтовий офіцер броненосця «Імператор Олександр II»
- 1 лютого 1898 р. — Вахтовий начальник міноносця № 120
- 3 січня 1899 р. — Вахтовий начальник мореплавного канонерського човна «Грозить»
- 1 червня 1899 р. — 16 липня 1900 р. — Вахтовий начальник броненосця «Імператор Олександр II»
- 31 липня 1900 р. — Прикомандований до 18-го флотського екіпажу
- 13 вересня 1900 р.- Вахтовий начальник міноносця «Скат»
- 1 січня 1901 р. — Лейтенант .
- 12 травня 1901 р.- Вахтовий начальник ескадреного броненосця «Наварін».
- 6 жовтня 1901 р. — Вахтовий начальник крейсера 1-го рангу «Рюрік»
- 28 січня — 9 вересня 1902 р. — Вахтовий начальник крейсера 1-го рангу «Громобій»
- 18 вересня 1902 р.- Вахтовий начальник крейсера 2-го рангу «Розбійник»
- 2 серпня 1902 р. — Вахтовий начальник та в. нар. в. буд. командира міноносця «Бойкий»
- 10 жовтня 1903 р.- Вахтовий начальник крейсера 2-го рангу «Розбійник»
- 27 січня 1904 р. — Вахтовий начальник ескадреного броненосця «Полтава»
- 25-27 квітня 1904 р.- З власної ініціативи зробив невдалу спробу атакувати японські десантні судна в затоці Керр на мінному катері «Авось» (штатний моторний катер ескадреного броненосця «Ретвізан»)
- 31 березня 1904 р. — Командував гребним катером під час порятунку команди ескадреного броненосця «Петропавловськ», врятував з води 18 осіб.
- 5 травня 1904 р. — Командир міноносця «Рішучий».
- Липень 1904 р. — Провів дві успішні мінні постановки.
- 28 липня 1904 р. — Посланий на міноносці «Рішучий» до Чифу для доставки депеші про спробу прориву порт-артурської ескадри до Владивостока . 30 липня під час висадки японського десанту на роззброєний та інтернований міноносець відкинув пропозицію здатися, під час рукопашного бою було поранено кулею у стегно.
- 7 січня 1905 р.- Вахтовий начальник, командир носової вежі ГК броненосця берегової оборони «Адмірал Сенявін». Під час Цусімської битви 14 травня 1905 р. командував вогнем, стоячи на даху вежі.
- 15 травня 1905 р. — 30 січня 1906 р. — перебував у японському полоні.
- 11.03.1906 р. — Зарахований до 1-го флотського екіпажу.
- 26 лютого 1907 — Зарахований до запасу флоту по Петербурзькому повіту, переведений в чині колезького асесора в 2-й Департамент Міністерства закордонних справ.
- 21 січня 1908 р. — 2-й секретар російського посольства в Греції
- Секретар російської місії у Дармштадті .
- 19 червня 1908 р. — Визначено на дійсну службу в чині лейтенанта за перебування в запасі флоту зі старшинством з 10 червня 1908 року.
- 5 серпня 1908 р. — Призначений до 1-ї мінної дивізії Балтійського моря
- 27 серпня 1914 р. — Зарахований до 1-го Балтійського флотського екіпажу
- 2 серпня — 1 грудня 1914 р. — Вахтовий начальник ескадреного міноносця «Прикордонник»
- 24 листопада 1914 р. — Начальник відділення 1-ї морської партії тралення Балтійського моря, організував розмінування портів Раумо та Ментілуото .
- 5 січня 1915 р. — Командир міноносця, що ремонтується, «Легкий».
- 3 липня 1915 р. — У розпорядженні начальника Морського Головного Штабу
- 8 листопада 1915 р. — 29 квітня 1916 р. — І. буд. начальника новоствореної служби зв'язку Білого моря
- 5 липня 1916 р. — Ад'ютант морського міністра.
- 20 грудня 1916 р.- Начальник загону судів оборони Кольської затоки.
- 16 вересня 1917 р. — Звільнений від служби, перейшов до Міністерства закордонних справ.
- Жив із сім'єю в Архангельську, вивчав рибальську та звіробійну справу. Невдало намагався купити промислове судно «Харитон Лаптєв».
- Березень 1918 р. — Виїхав до Норвегії, працював у суднобудівній фірмі.
- 1925 р. — Звернувся до ВЦВК з проханням про повернення на службу в Морське відомство СРСР, прохання було відхилено.
- Повернувся до Росії, проживав у Москві, служив завідувачем іноземного відділу за правління НДГРЕС.
- 23 лютого 1928 р. — Заарештований.
- 25 травня 1928 р. — Засуджений за статтею 58 (пункт 6-11) на 3 роки заслання до Сибіру.
- 13 липня 1928 р. — Дозволено вільне проживання на всій території СРСР.
- 1937 р. — Заарештований НКВС, засуджений на 5 років ув'язнення як соціально небезпечний елемент .

Рощаковський був мені дуже цікавий. Настільки, що я майже весь час проводив у розмовах із ним. Він був для мене справжнім відкриттям. Почати з того, що вперше я зрозумів, що означає бути «вихованою людиною». І не в тому річ, що все, що цей старий робив, було витончено, красиво, елегантно. Він їв дерев'яною ложкою тюремну баланду так красиво, що неможливо було відвести очей… У дикому і огидному житті величезної камери, набитої людьми, які тут же, при всіх, їдять несмачну їжу, відригують, мучаться газами, що їх розпирають, користуються смердючою парашою, отруюють повітря смердям немитих спітнілих тіл — у цій обстановці Рощаковський поводився так, що ніщо в ньому не дратувало оточуючих..
Не ображало слуху, зору — нічого! Він був простий, абсолютно природний у поводженні з будь-якою людиною, в ньому не було ні тіні фамільярності, зарозумілості, бажання підлагодитися під співрозмовника або чимось його принизити, загнати в куток ерудицією, досвідом.
Це було просто дивовижно! Він був переконаний монархіст, націоналіст та антисеміт. Я був комуністом, інтернаціоналістом та євреєм. Ми сперечалися майже весь час. І з'ясувалося, що можна сперечатися з цілком інаковіруючим, не дратуючи, не впадаючи в жорстокість, з повагою один до одного… Для мене це було справжнім відкриттям…
Но не воспитанность была главным, что отличало его от всех людей, с которыми я встречался в тюрьме. Он был единственным, кто был счастлив. Да, да — он был совершенно счастлив и этого не скрывал.
Але не вихованість була головною, що відрізняло його від усіх людей, з якими я зустрічався у в'язниці. Він був єдиним, хто був щасливим. Так, так, він був цілком щасливий і цього не приховував
— Лев Разгон

## Відмінності
- Кавалерський хрест грецького ордена Спасителя (1900)
- Орден Святої Анни IV ступеня з написом «За хоробрість» (14.4.1904) — «За мужність та відмінне командування під час бомбардування Порт-Артура 2.4.1904»
- Орден Святого Станіслава ІІ ступеня з мечами (6.1.1905)
- Орден Святого Володимира IV ступеня з мечами та бантом (16.12.1905) — «За участь у діях проти ворога в Порт-Артурі»
- Орден Святої Анни ІІ ступеня (24.11.1914)
- Мечі до ордена Святої Анни ІІ ступеня (24.12.1914)